# Exoneura bicincta
Exoneura bicincta är en biart som beskrevs av Rayment 1935. Exoneura bicincta ingår i släktet Exoneura och familjen långtungebin. Inga underarter finns listade i Catalogue of Life.

## Bildgalleri

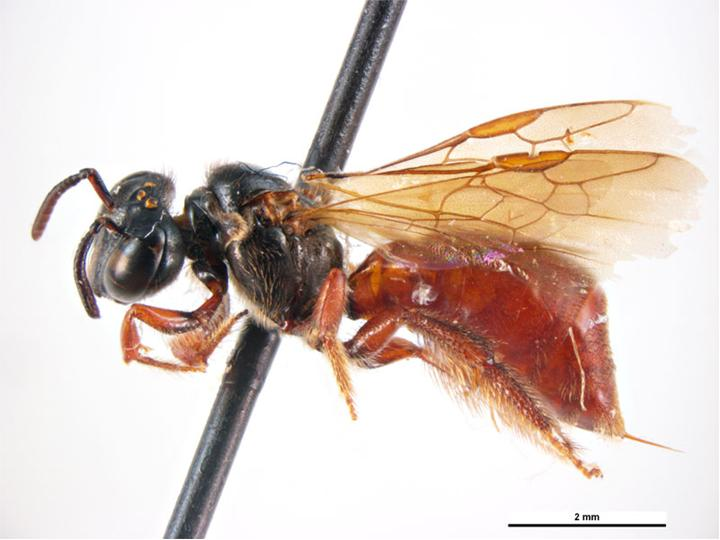